# Nedre Karpaternas vojvodskap
Nedre Karpaternas vojvodskap (polska: województwo podkarpackie) är ett vojvodskap i sydöstra Polen, i Karpaterna. Huvudstad är Rzeszów.